# Maxime (Vorname)
Maxime ist ein französischer weiblicher und männlicher Vorname.

## Herkunft und Bedeutung
Maxime ist die französische Ableitung von lateinisch maximus – „der Größte“.

## Verbreitung
Der Vorname ist in allen frankophonen Ländern verbreitet.

## Varianten
- slawische Namensform: Maxim/Maksim

## Namensträger
- Maxime Alexandre (Dichter) (1899–1976), elsässischer Dichter und Autor
- Maxime Alexandre (Kameramann) (* 1971), belgischer Kameramann
- Maxime Bally (* 1986), Schweizer Radrennfahrer
- Maxime Beney (* 1984), Schweizer Straßenradrennfahrer
- Maxime Bôcher (1867–1918), US-amerikanischer Mathematiker
- Maxime Bossis (* 1955), französischer Fußballspieler
- Maxime Bouet (* 1986), französischer Radrennfahrer
- Maxime Brunerie (* 1977), französischer Attentäter
- Maxime Carlot Korman (* 1941), vanuatuischer Politiker
- Maxime Chattam (* 1976), französischer Schriftsteller
- Maxime Collin (* 1979), kanadischer Schauspieler
- Maxime Du Camp (1822–1894), französischer Schriftsteller, Journalist und Fotograf
- Maxime A. Faget (1921–2004), US-amerikanischer Raumfahrttechniker
- Maxime Godart (* 1999), französischer Schauspieler
- Maxime Gonalons (* 1989), französischer Fußballspieler
- Maxime Laheurte (* 1985), französischer Nordischer Kombinierer und Skispringer
- Maxime Leboeuf (* 1987), kanadischer Biathlet
- Maxime Le Forestier (* 1949), französischer Chansonnier
- Maxime Lestienne (* 1992), belgischer Fußballspieler
- Maxime Lopez (* 1997), französischer Fußballspieler
- Maxime Macenauer (* 1989), kanadischer Eishockeyspieler
- Maxime Martin (* 1986), belgischer Automobilrennfahrer
- Maxime Méderel (* 1980), französischer Radrennfahrer
- Maxime Monfort (* 1983), belgischer Radrennfahrer
- Maxime Ouédraogo (1923–2001), burkinischer Politiker und Fußballfunktionär
- Maxime Ouellet (* 1981), kanadischer Eishockeytorhüter
- Maxime Remy (* 1984), französischer Skispringer
- Maxime Rodinson (1915–2004), französischer Historiker, Soziologe und Orientalist
- Maxime Talbot (* 1984), kanadischer Eishockeyspieler
- Maxime Vachier-Lagrave (* 1990), französischer Schachgroßmeister
- Maxime Vantomme (* 1986), belgischer Radrennfahrer
- Maxime Verhagen (* 1956), niederländischer Politiker
- Maxime Weygand (1867–1965), französischer General
- Maxime Zuber (* 1963), Schweizer Politiker